# Soler de Morell
Soler de Morell és una masia situada al municipi de Sant Joan les Fonts, a la comarca catalana de la Garrotxa.